# المجمع المغلق 1458
المجمع المغلق 1458 هو المجمع الموكول بانتخاب بابا الكنيسة الكاثوليكية الجديد بعد استقالة البابا. انعقد مجمع الكرادلة لانتخاب البابا الجديد بدءًا من
16 أغسطس 1458 وانتهى في 19 أغسطس 1458. انتُخبَ بيوس الثاني ليكون البابا الجديد للكنيسة.
عُقدَ المجمع في إيطاليا في 1458.